# Ellen Hilven
Ellen Hilven (Olen, 1980) is een Belgisch voormalig volleybalster.

## Levensloop
Hilven was tien seizoenen actief bij VT Herentals. Met deze club werd ze zevenmaal landskampioen (1988, 1990, 1991, 1992, 1993, 1996 en 1997), viermaal bekerwinnaar (1987, 1990, 1993 en 1997) en won ze tweemaal de Supercup (1995 en 1997). Vanaf 1997 kwam ze uit voor Datovoc Tongeren, waarmee ze tweemaal de landstitel (2002 en 2003) behaalde en eveneens tweemaal de Beker van België won (2000 en 2003). Ook won ze met Datovoc eenmaal de Supercup (1998). Vervolgens verdedigde ze de kleuren van VC Stokkem en VBC Calaminia Kelmis. In 2005-'06 sloot ze aan bij Asterix Kieldrecht. Met deze club won ze dat seizoen de Beker van België en de Supercup.
Professioneel was ze werkzaam bij een transport- en logistieke onderneming.